# 김승호 (1989년)
김승호(한국 한자: 金承湖, 1989년 4월 24일 ~ )는 대한민국의 전 축구 선수이며, 포지션은 미드필더였다.